# Coleopucciniella simplex
Coleopucciniella simplex är en svampart som först beskrevs av Dietel, och fick sitt nu gällande namn av Hara ex Hirats. 1936. Coleopucciniella simplex ingår i släktet Coleopucciniella och familjen Pucciniaceae.   Inga underarter finns listade i Catalogue of Life.